# Lasówka potokowa
Lasówka potokowa (Parkesia motacilla) – gatunek małego, wędrownego ptaka z rodziny lasówek (Parulidae), zamieszkujący Amerykę Północną. Niezagrożony wyginięciem. Monotypowy.

## Morfologia
Długość ciała wynosi około 15 cm, z czego około 6 cm przypada na ogon, zaś 1,9 cm na dziób. Skrzydło mierzy 8,2–9,5 cm. Rozpiętość skrzydeł stanowi około 23 cm. Masa ciała waha się między 19 a 21 g. Wierzch ciała, wraz z krótkimi sterówkami i ogonem, ciemnobrązowy. Występuje brew o barwie białej do płowej oraz wąs. Gardło czyste, niepokryte plamami, natomiast spód ciała koloru brudnobiałego pokrywają brązowe plamy (podobne do droździch). Nogi i stopy różowe. Tęczówka brązowa.

## Zasięg występowania
Lasówka potokowa jest gatunkiem wędrownym. Obszary lęgowe znajdują się w południowo-wschodniej Kanadzie oraz wschodnich Stanach Zjednoczonych, od Minnesoty, przez wschodnią Nebraskę i wschodni Teksas do okolic New Hampshire i Karoliny Południowej. Obszary zimowania leżą od północnego Meksyku po południową Panamę, rzadko północną Kolumbię i Wenezuelę oraz na Karaibach, głównie Wielkich Antylach. Środowisko życia stanowią górskie potoki w gęstych lasach, także wybrzeża mokradeł i stawów. Często spotykana również w kamienistych rzekach.

## Behawior
P. motacilla przebywa zwykle na ziemi, raczej chodząc niż skacząc, stale powolnie dygając ogonem. Pożywienia szuka na podłożu brzegu koryta rzecznego, zbierając wodne owady i inne bezkręgowce, także mięczaki, skorupiaki i małe lub średnie owady. Niekiedy zjada małą rybę lub żabę. Może odwracać płynącego nurtem rzeki liścia celem znalezienia zdobyczy lub przeszukiwać mech i kamienie.
Zawołanie stanowi krótkie czink. W trakcie zalotów obie płcie odzywają się zizz. Zwykle pieśń tworzy 2–5 głośnych, czystych gwizdów na wstępie i przechodzące w niewyraźne siiup-siiup-siiup, po którym następuje kilka nagłych, nieregularnie wydawanych dźwięków. Samica wykonuje zubożałą wersję pieśni.

## Lęgi
Gniazdo lasówki potokowej utworzone jest na ziemi, ukryte w roślinności przy brzegu strumienia lub w korzeniach upadłego drzewa, szczelinie skalnej lub półce wąwozu. Preferuje miejsca zapewniające osłonę gniazda od góry. Często obszar od gniazda do wody wyścieła liśćmi. Gniazdo stanowi powstały z mchu, liści, kordy i korzeni kubeczek. Oba ptaki z pary zbierają materiały, jednak często samica buduje sama. W lęgu 4–6 białych lub kremowobiałych jaj pokrytych czerwonobrązowymi plamkami. Samica wysiaduje sama przez 14–16 dni. Zarówno samiec jak i samica karmią pisklęta, a samiec nawet częściej. Młode są w pełni opierzone po 10 dniach od wyklucia, po kolejnych 6 są w stanie latać, a tydzień później potrafią same zdobywać pożywienie. Maksymalna odnotowana długość życia wynosi 8 lat.

## Status
IUCN uznaje lasówkę potokową za gatunek najmniejszej troski (LC, Least Concern) nieprzerwanie od 1988 (stan w 2020). Organizacja Partners in Flight szacuje liczebność populacji na 450 tysięcy dorosłych osobników. Trend liczebności populacji uznawany jest za wzrostowy.